# Trichoceraea
Trichoceraea és un gènere d'arnes de la família Crambidae. Conté només una espècie, Trichoceraea semperi, que es troba a les Filipines.